# نامه باستان (نشریه)
نامه باستان نام یکی از مطبوعات استان فارس در دوران قاجاریه بود.
این نشریه از سال ۱۳۴۴ هـ. ق به وسیله محمدرضا خراسانی مشهور به احتشام نظام در شیراز آغاز به چاپ شد.